# Vitertjärnen (Lycksele socken, Lappland)
Vitertjärnen är en sjö i Lycksele kommun i Lappland och ingår i Umeälvens huvudavrinningsområde.